# Hasznos földitömjén
A hasznos földitömjén (Pimpinella saxifraga L.) az ernyősvirágzatúak (Apiaceae) családjába tartozó növény. Népi elnevezései rákfark, bábafű és csabafű.

## Előfordulása
A Brit-szigeteken őshonos faj mára Európában és Szibéria déli részén elterjedtté vált, illetve Észak-Amerikában is megjelent. Magyarország teljes területén gyakori faj, száraz legelőkön, erdőszéleken, utak mentén találkozhatunk vele meszes alapkőzetű talajokon.

## Megjelenése
Évelő növény, 30-70 cm magasra nő. Alsó levelei páratlanul szárnyasan összetettek, 3-9 levélkéből állnak, melyek tojásdad alakúak és fogazott szélűek. A felső levelek redukáltak, ám a páratlanul szárnyasan összetett szerkezet ezeknél is megfigyelhető. Szára üreges, barázdált és általában enyhén szőrözött. Júniustól októberig virágzik, ernyős ernyő virágzata fehér, a felsőbb régiókban vöröses árnyalatú. Az ernyősvirágzatúak családjára jellemző ikerkaszat termést hoz. Vastag elágazó főgyökérrendszerrel rendelkezik.
|  |

## Felhasználása
Leveleit és gyökerét a népi gyógyászatban sebgyógyításra, látás javítására, tejelválasztás serkentésére, lázcsillapításra, tüdővész ellen és egyéb betegségek megelőzésére használták.  A növény gyökeréből készült kivonat köptető hatását kutatással igazolták, ám a hatékonysága elmarad a forgalomban lévő köptetőkhöz képest, így gyógyszeripari felhasználása nem helyezhető kilátásba. A gyógyászati vonatkozások mellett a földitömjén levelét salátákhoz, illetve fűszerként is hasznosíthatjuk, azonban az ernyősvirágzatúak családjában sok a mérgező faj, és gyakran előfordul hibridizáció, ezért csak szakértői határozás  után fogyasszuk!